# Bob Duffy (cestista 1922)
Robert John Duffy, detto Bob (Columbus, 5 luglio 1922 – Hagerstown, 11 giugno 1978), è stato un cestista statunitense, professionista nella BAA.